# Pogony
Pogony [pɔˈɡɔnɨ] es un pueblo ubicado en el distrito administrativo de Gmina Złoczew, dentro del Distrito de Sieradz, Voivodato de Łódź, en Polonia central. Se encuentra aproximadamente a 8 kilómetros al sureste de Złoczew, a 27 kilómetros al sur de Sieradz, y a 72 kilómetros al suroeste de la capital regional Łódź.